# جی‌فورتی‌وی (مجموعه تلویزیونی)

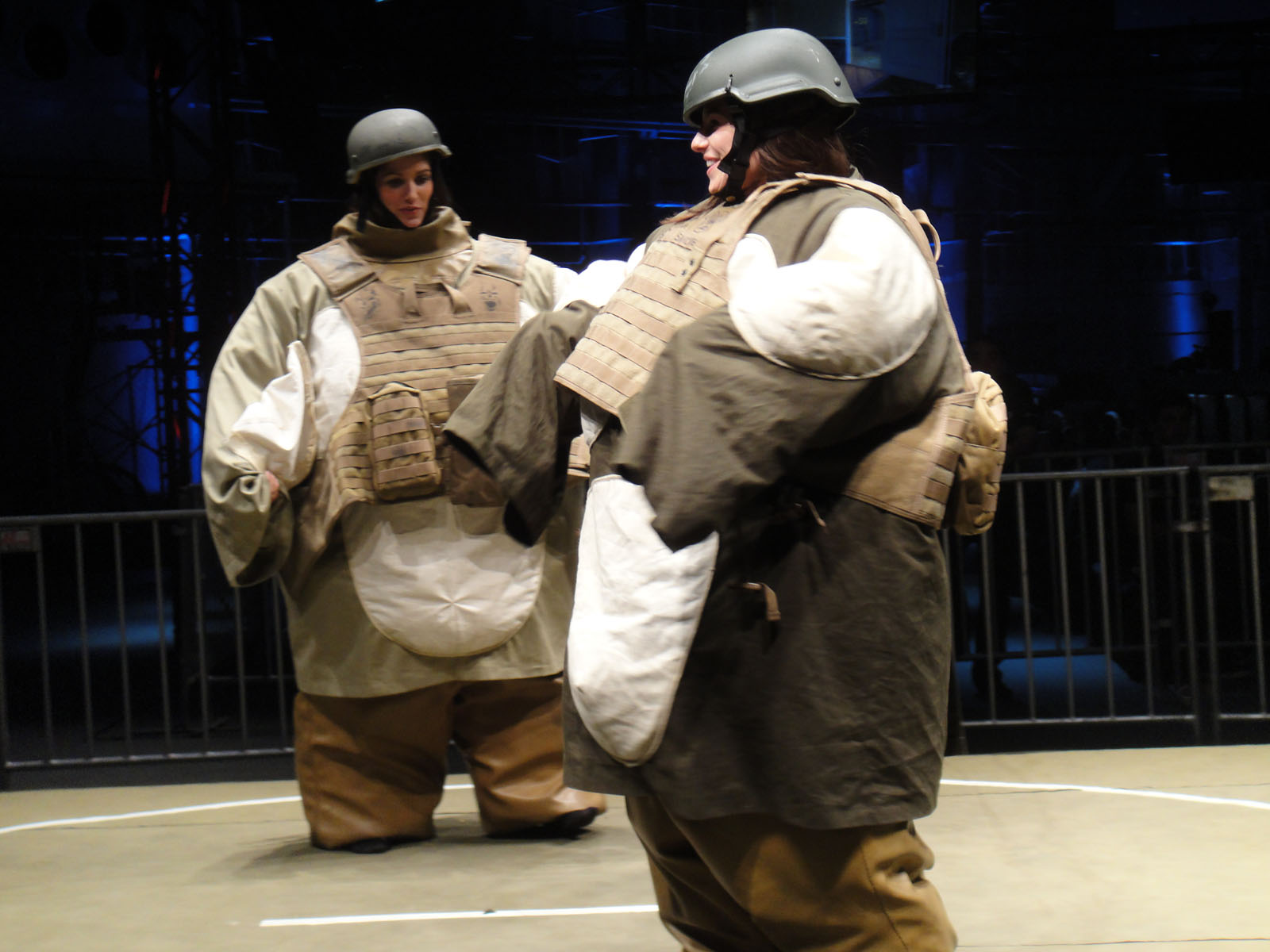
نمونه ای از G4TV

جی‌فورتی‌وی (به انگلیسی: G4TV) یک تاک شو دربارهٔ بازی ویدئویی که از جی۴ پخش می‌شود و به تهیه‌کنندگی لورا فوی است. با حداقل یک شخص که در صنعت بازی ویدئویی کارکرده است در هر اپیزود مصاحبه می‌شود.